# Ceramiche Ariostea
Ceramiche Ariostea was een Italiaanse topwielerploeg in de jaren '80 en '90 en werd gesponsord door een keramiekfabrikant.

## Historiek
De ploeg werd in 1984 opgericht met Giorgio Vannucci aan het hoofd. De ploegleiding werd in 1986 overgenomen door Giancarlo Ferretti en de ploeg werd in de loop der jaren steeds succesvoller. In totaal won Ariostea zestien etappes in de Ronde van Italië en zes in de Ronde van Frankrijk. Daarnaast wonnen Ariostea-renners nog acht klassiekers.
In 1993 werd de ploeg weer opgeheven, maar alle renners van het team van Ariostea vonden makkelijk een nieuwe werkgever. Ook Ferretti vond een nieuwe ploeg en kwam terecht bij GB-MG Maglificio.

## Bekende renners
- Moreno Argentin (1990-1992)
- Adriano Baffi (1985, 1989-1992)
- Fabio Casartelli (1993)
- Davide Cassani (1990-1993)
- Bruno Cenghialta (1988-1993)
- Alberto Elli (1989-1993)
- Andrea Ferrigato (1991-1993)
- Giorgio Furlan (1991-1993)
- Rolf Järmann (1992-1993)
- Stefan Joho (1988-1990, 1992)
- Massimiliano Lelli (1990-1993)
- Marco Lietti (1990-1992)
- Rodolfo Massi (1990-1991)
- Dag-Erik Pedersen (1986-1987)
- Pascal Richard (1993)
- Bjarne Riis (1992-1993)
- Marco Saligari (1987-1993)
- Rolf Sørensen (1988-1992)
- Guido Van Calster (1985)
- Paul Wellens (1984)

## Belangrijkste overwinningen
| - Amstel Gold Race 1993: Rolf Järmann - Luik-Bastenaken-Luik 1991: Moreno Argentin - Parijs-Brussel 1992: Rolf Sørensen - Parijs-Tours 1990: Rolf Sørensen - Ronde van Lombardije 1993: Pascal Richard - Ronde van Vlaanderen 1990: Moreno Argentin - Waalse Pijl 1991: Moreno Argentin en 1992: Giorgio Furlan - Ronde van Romandië 1993: Pascal Richard - Ronde van Zwitserland 1992: Giorgio Furlan en 1993: Marco Saligari - Tirreno-Adriatico 1992: Rolf Sørensen - Zesdaagse van Zürich 1989 en 1990: Adriano Baffi | Etappes in de Ronde van Italië - 1986: Dag-Erik Pedersen en Sergio Santimaria - 1988: Stefan Joho - 1989: ploegentijdrit en Stefan Joho - 1990: Adriano Baffi (2 maal) - 1991: Massimiliano Lelli (2 maal) en Davide Cassani - 1992: Giorgio Furlan en Marco Saligari - 1993: Davide Cassani, Giorgio Furlan, Bjarne Riis en Marco Saligari Etappes in de Ronde van Frankrijk - 1990: Moreno Argentin - 1991: ploegentijdrit, Moreno Argentin, Bruno Cenghialta en Marco Lietti - 1992: Rolf Jaermann - 1992: Bjarne Riis |